# NGC 712
NGC 712 est une galaxie lenticulaire située dans la constellation du Andromède. NGC 712 a été découverte par l'astronome britannique John Herschel en 1828.

## Caractéristiques
Sa vitesse par rapport au fond diffus cosmologique est de 5 039 ± 23 km/s, ce qui correspond à une distance de Hubble de 74,3 ± 5,2 Mpc (∼242 millions d'al).
À ce jour, trois mesures non basées sur le décalage vers le rouge (redshift) donnent une distance de 69,167 ± 5,437 Mpc (∼226 millions d'al), ce qui est à l'intérieur des valeurs de la distance de Hubble. Notons cependant que c'est avec la valeur moyenne des mesures indépendantes, lorsqu'elles existent, que la base de données NASA/IPAC calcule le diamètre d'une galaxie et qu'en conséquence le diamètre de NGC 712 pourrait être d'environ 28,5 kpc (∼93 000 al) si on utilisait la distance de Hubble pour le calculer.

## Groupe de NGC 669
NGC 712 fait partie du groupe de NGC 669. Ce groupe comprend plus d'une trentaine de galaxies, dont 15 figurent au catalogue NGC et 3 au catalogue IC.